# 广西鸢尾兰
广西鸢尾兰（学名：Oberonia kwangsiensis）为兰科鸢尾兰属下的一个种。

## 扩展阅读
- 維基物種上的相關：广西鸢尾兰